# فتحة هبوط
فُتحة الهبوط (landing slot) أو فُتحة الإقلاع (takeoff slot) أو فُتحة المطار (airport slot) إذنٌ يمنحه مالك مطار في أنه المستوى 3 (المطار المنسق)، الذي يسمح للممنوح له بتحديد موعد هبوط أو مغادرة في ذلك المطار خلال مدة زمنية محددة. قد تتم إدارة الفتحات من قبل مشغل المطار أو من قبل منظم طيران حكومي مثل إدارة الطيران الفيدرالية الأمريكية.
يتم تخصيص فترات الهبوط وفقًا للإرشادات التي وضعتها مجموعة فتحات المطارات العالمية التابعة لاتحاد النقل الجوي الدولي (IATA). يتم تصنيف جميع المطارات في جميع أنحاء العالم على أنها إما المستوى 1 (مطار غير منسق)، أو المستوى 2 (مطار مُيسر للجداول الزمنية)، أو المستوى 3 (مطار منسق). في المطارات من المستوى 2، تكون المبادئ التي تحكم تخصيص الخانات الزمنية أقل صرامة؛ تقدم شركات الطيران بشكل دوري جداول مقترحة للسلطة الإدارية، بدلاً من الأداء التاريخي. المشاركة ليست إلزامية، ولكنها تقلل الازدحام ويتم معاقبة غير المشاركين إذا كان يجب لاحقًا تعيين المطار في المستوى 3.
اعتبارًا من موسم صيف 2022 المقرر، فإن ما مجموعه 156 مطارًا في العالم هي مطارات من المستوى 2، و 195 مطارًا من المستوى 3.
إذا لم تستخدم شركة الطيران تخصيص الخانات الزمنية (عادةً 80٪ استخدام على مدى ستة أشهر)، فقد تفقد الحقوق. قد تقوم شركات الطيران بتشغيل رحلات طيران خفية أو فارغة للحفاظ على تخصيصات الخانات الزمنية. لتجنب التلوث والخسائر المالية الناجمة عن العدد المفرط من الرحلات الفارغة، تم التنازل عن هذه القواعد من حين لآخر خلال فترات اضطراب السفر المؤقت والواسع النطاق، بما في ذلك بعد هجمات 11 سبتمبر 2001 وأثناء وباء السارس والركود العظيم ووباء كوفيد -19. تجبر صيانة القواعد شركات الطيران على جدولة رحلات طيران إضافية غير ضرورية للحفاظ على مواعيدها، مما يؤدي إلى إهدار الوقود؛ 2021 انتهاء صلاحية الإعفاء في الولايات المتحدة سوف يتسبب في 20 ألف طن من انبعاثات ثاني أكسيد الكربون يوميًا.
قد يكون لخانات الهبوط المخصصة قيمة تجارية ويمكن تداولها بين شركات الطيران. دفعت شركة الخطوط الجوية القارية 209 ملايين دولار أمريكي مقابل أربعة أزواج من فتحات الهبوط من جي بي إيرويز في مطار هيثرو بلندن، 52.3 مليون دولار لكل منهما. كان أعلى سعر مدفوع لزوج من فتحات الإقلاع والهبوط في مطار هيثرو هو 75 مليون دولار، دفعه الطيران العماني إلى الخطوط الجوية الفرنسية - كيه إل إم مقابل وصول مميز في الصباح الباكر، تم الإبلاغ عنه في فبراير 2016. قبل عام واحد، دفعت شركة الخطوط الجوية الأمريكية 60 مليون دولار لشركة الخطوط الجوية الاسكندنافية. نظرًا لمحدودية العرض، أصبح تداول الفتحات هو الحل الرئيسي لدخول مطار هيثرو ونمت التحويلات من 42 في عام 2000 إلى 526 في عام 2012 وعلى مدار 10 سنوات كان متوسط سعر الفتحة يعادل 4 جنيهات إسترلينية لكل راكب.
| سنة  | مشتر       | بائع                                | أزواج الفتحات اليومية | معاملة (مليون جنيه إسترليني) | قيمة الفتحة (مليون جنيه إسترليني) |
| ---- | ---------- | ----------------------------------- | --------------------- | ---------------------------- | --------------------------------- |
| 1998 | BA         | طيران المملكة المتحدة               | 4                     | 15.6                         | 3.9                               |
| 2002 | BA         | BA كونكت                            | 5                     | 13                           | 2.6                               |
| 2002 | BA         | SN بروكسل                           | 7                     | 27.5                         | 3.9                               |
| 2003 | BA         | سويس                                | 8                     | 22.5                         | 2.8                               |
| 2003 | BA         | متحد                                | 2                     | 12                           | 6                                 |
| 2004 | فيرجن      | فلاي بي                             | 4                     | 20                           | 5                                 |
| 2004 | كانتاس     | فلاي بي                             | 2                     | 20                           | 10                                |
| 2006 | BA         | BWIA                                | 1                     | 5                            | 5                                 |
| 2007 | بكالوريوس  | ماليف                               | 2                     | 7                            | 3.5                               |
| 2007 | BA         | BA                                  | 7.3                   | 30                           | 4.1                               |
| 2007 | فيرجن      | طيران جامايكا                       | 1                     | 5.1                          | 5.1                               |
| 2007 | BMI        |                                     | 77.7                  | 770                          | 9.9                               |
| 2007 | مجهول      | أليتاليا                            | 3                     | 67                           | 22.3                              |
| 2008 | كونتيننتال | جي بي ايرويز / أليتاليا / اير فرانس | 4                     | 104.5                        | 26.1                              |
| 2013 | دلتا       | مجهول                               | 2                     | 30.8                         | 15.4                              |
| 2013 | الاتحاد    | جيت                                 | 3                     | 46.2                         | 15.4                              |

## المطارات المنسقة المستوى 3

### أستراليا
- مطار اديلايد
- مطار بريسبان
- مطار كيرنز
- مطار داروين الدولي
- مطار قولد كوست
- مطار ملبورن
- مطار بيرث
- مطار سيدني

### النمسا
- مطار إنسبروك (موسم الشتاء فقط)
- مطار فيينا الدولي

### بلجيكا
- مطار بروكسل

### البرازيل
- بيلو هوريزونتي / بامبولها - مطار كارلوس دروموند دي أندرادي
- مطار ساو باولو كونغونهاس
- مطار ساو باولو غوارولوس الدولي
- مطار سانتوس دومونت

### كمبوديا
- مطار بنوم بنه الدولي
- مطار سيم ريب الدولي

### كندا
- مطار تورونتو بيرسون الدولي
- مطار فانكوفر الدولي

### الرأس الأخضر
- مطار أميلكار كابرال الدولي
- مطار نيلسون مانديلا الدولي
- مطار أريستيدس بيريرا الدولي

### كولومبيا
- مطار الدورادو الدولي

### كوبا
- مطار خوسيه مارتي الدولي
- مطار خوان جوالبيرتو غوميز

### الصين
- مطار العاصمة بكين الدولي
- مطار تشنغدو شوانغليو الدولي
- مطار تشونغتشينغ جيانغبى الدولي
- مطار داليان تشوشويزي الدولي
- مطار غوانزو بايون الدولي
- مطار هانغتشو شياوشان الدولي
- مطار كونمينغ تشانغشوي الدولي
- مطار شنغهاي بودونغ الدولي
- مطار شنتشن باوان الدولي
- مطار تيانجين بينهاى الدولي
- مطار شيان شيانيانغ الدولي

### الجمهورية التشيكية
- مطار فاتسلاف هافيل براغ

### الدنمارك
- مطار بيلوند
- مطار كوبنهاغن

### فنلندا
- مطار هلسنكي فانتا

### فرنسا
- مطار ليون سانت اكسوبيري
- مطار باريس شارل ديغول
- مطار باريس أورلي
- مطار نيس

### ألمانيا
- مطار برلين براندنبورغ
- مطار برلين شونيفيلد
- مطار دوسلدورف
- مطار فرانكفورت
- مطار هامبورغ
- مطار ميونيخ
- مطار شتوتغارت

### غانا
- مطار كوتوكا الدولي - أكرا

### اليونان
- مطار خانيا (موسم الصيف فقط)
- مطار خيوس (موسم الصيف فقط)
- مطار كورفو (موسم الصيف فقط)
- مطار هيراكليون (موسم الصيف فقط)
- مطار كالاماتا (موسم الصيف فقط)
- مطار جزيرة كارباثوس الوطني (موسم الصيف فقط)
- مطار كافالا (موسم الصيف فقط)
- مطار كيفالونيا الدولي (موسم الصيف فقط)
- مطار كيثيرا (موسم الصيف فقط)
- مطار كوس (موسم الصيف فقط)
- مطار ميكونوس (موسم الصيف فقط)
- مطار ميتيليني (موسم الصيف فقط)
- مطار باتراس (موسم الصيف فقط)
- مطار بريفيزا (موسم الصيف فقط)
- مطار رودس (موسم الصيف فقط)
- مطار ساموس (موسم الصيف فقط)
- مطار سيتيا العام (موسم الصيف فقط)
- مطار سكياثوس (موسم الصيف فقط)
- مطار ثيسالونيكي الدولي
- مطار ثيرا (موسم الصيف فقط)
- مطار فولوس (موسم الصيف فقط)
- مطار زاكينثوس الدولي (موسم الصيف فقط)

### الأرض الخضراء
- مطار إيلوليسات
- مطار كانغرلوسواك
- مطار نوك

### هونغ كونغ
- مطار هونغ كونغ الدولي

### أيسلندا
- مطار كيفلافيك الدولي

### الهند
- مطار شاتراباتي شيفاجي الدولي - مومباي
- مطار أنديرا غاندي الدولي - دلهي
- مطار تشيناي الدولي - تشيناي
- مطار راجيف غاندي الدولي - حيدر أباد
- مطار كيمبيغودا الدولي - بنغالور

### إندونيسيا
- مطار نغوراه راي الدولي - دينباسار
- مطار سوكارنو هاتا الدولي - جاكرتا

### أيرلندا
- مطار دبلن

### إسرائيل
- مطار تل أبيب الدولي

### إيطاليا
- مطار كالياري
- مطار كاتانيا
- مطار فلورنسا
- مطار جنوة كريستوفورو كولومبو
- مطار لامبيدوزا (موسم الصيف فقط)
- مطار لينيت - ميلانو
- مطار مالبينسا - ميلانو
- مطار أوريو آل سيريو - ميلانو
- مطار نابولي الدولي
- مطار أولبيا كوستا سميرالدا (موسم الصيف فقط)
- مطار باليرمو الدولي
- مطار بانتيليريا (موسم الصيف فقط)
- مطار شيامبينو - روما
- مطار فيوميتشينو - روما
- مطار تريفيزو
- مطار تورين
- مطار البندقية ماركو بولو

### اليابان
- مطار فوكوكا
- مطار طوكيو هانيدا الدولي
- مطار طوكيو ناريتا الدولي

### ماليزيا
- مطار كوالالمبور الدولي

### موريشيوس
- مطار سير سيووساغور رامغولام الدولي - موريشيوس

### المكسيك
- مطار مكسيكو سيتي الدولي

### المغرب
- مطار محمد الخامس الدولي
- مطار الرباط - سلا

### هولندا
- مطار شيفول بأمستردام
- مطار أيندهوفن
- مطار روتردام لاهاي

### نيوزيلاندا
- مطار أوكلاند الدولي
- مطار كرايستشيرش الدولي
- مطار ويلينغتون الدولي

### النرويج
- مطار أوسلو
- مطار بيرغن
- مطار ستافنجر
- مطار تروندهايم

### باكستان
- مطار بينظير بوتو الدولي
- مطار جناح الدولي
- مطار العلامة إقبال الدولي
- مطار باشا خان الدولي

### فيلبيني
- مطار نينوي أكينو الدولي - مانيلا

### بولندا
- مطار كراكوف يوحنا بولس الثاني الدولي
- مطار بوزنان لاويكا
- مطار وارسو شوبان

### البرتغال
- مطار فارو (موسم الصيف فقط)
- مطار فونشال
- مطار لشبونة
- مطار بورتو

### روسيا
- مطار شيريميتيفو - موسكو
- مطار فنوكوفو الدولي - موسكو

### المملكة العربية السعودية
- مطار الملك عبدالعزيز الدولي

### سنغافورة
- مطار شانغي سنغافورة

### جنوب أفريقيا
- مطار كيب تاون الدولي
- مطار الملك شاكا الدولي - دوربان
- مطار أو آر تامبو الدولي - جوهانسبرغ

### كوريا الجنوبية
- مطار جيجو الدولي
- مطار سيول غيمبو الدولي
- مطار سيول إنتشون الدولي

### إسبانيا
- مطار اليكانتي
- مطار برشلونة
- مطار بلباو
- مطار فويرتيفنتورا
- مطار غران كناريا
- مطار إيبيزا (موسم الصيف فقط)
- مطار لانزاروت
- مطار مدريد باراخاس
- مطار مالقة
- مطار مينوركا (موسم الصيف فقط)
- مطار بالما دي مايوركا
- مطار جنوب تينيريفي
- مطار فالنسيا

### سيريلانكا
- مطار باندارانايكا الدولي

### السويد
- مطار غوتنبرغ لاندفيتر
- مطار ستوكهولم أرلاندا
- مطار ستوكهولم بروما

### سويسرا
- مطار جنيف الدولي
- مطار زيورخ

### جمهورية الصين | تايوان
- مطار تايوان تاويوان الدولي

### تايلاند
- مطار شيانغ ماي الدولي
- مطار سوفارنابومي - بانكوك
- مطار دون موينغ الدولي - بانكوك
- مطار بوكيت الدولي

### تونس
- مطار تونس قرطاج الدولي

### تركيا
- مطار أنطاليا - أنطاليا (موسم الصيف فقط)
- مطار اسطنبول أتاتورك
- مطار صبيحة كوكجن الدولي

### أوكرانيا
- مطار بوريسبيل الدولي - كييف

### الإمارات العربية المتحدة
- مطار دبي الدولي
- مطار أبو ظبي الدولي
- مطار الشارقة الدولي

### المملكة المتحدة
- مطار برمنغهام
- مطار بريستول
- مطار مدينة لندن
- مطار لندن غاتويك
- مطار لندن هيثرو
- مطار لندن لوتون
- مطار لندن ستانستيد
- مطار مانشستر

### الولايات المتحدة
- مطار جون إف كينيدي الدولي - مدينة نيويورك
- مطار لاغوارديا - مدينة نيويورك (ليس مدرجًا في قائمة اتحاد النقل الجوي الدولي، ولكن يتم التحكم في الفتحات) [11]
- مطار رونالد ريغان واشنطن الوطني - واشنطن العاصمة (ليس مدرجًا في قائمة اتحاد النقل الجوي الدولي، ولكن يتم التحكم في الفتحة) [11]

### فيتنام
- مطار نوي باي الدولي - هانوي
- مطار تان سون نهات الدولي - مدينة هوشي منه